# Phelliactis americana
Phelliactis americana är en havsanemonart som beskrevs av Widersten 1976. Phelliactis americana ingår i släktet Phelliactis och familjen Hormathiidae. Inga underarter finns listade i Catalogue of Life.